# Regiones de Chad
Chad se encuentra dividido en 23 regiones (provincias). Desde la independencia en 1960 hasta 1999 estaba organizado en 14 prefecturas. Estas fueron reemplazadas en 1999 por 28 departamentos. El país fue reorganizado nuevamente en 2002 para crear 18 regiones, que en 2008 se convirtieron en 22, hasta que el 4 de septiembre de 2012 la Región de Ennedi se dividió en dos, dando un total de las 23 actuales.
Cada región está dividida en dos, tres o cuatro departamentos, excepto la ciudad de Yamena, la cual se divide en 10 arrondissements.

## Regiones actuales
| N.º | Región            | Capital      | Departamentos                                   | Área    | "  |
| --- | ----------------- | ------------ | ----------------------------------------------- | ------- | -- |
| 1   | Batha             | Ati          | Batha Este, Batha Oeste, Fitri                  | 88 800  | 05 |
| 2   | Chari-Baguirmi    | Massenya     | Baguirmi, Chari, Loug Chari                     | 82 910  | 06 |
| 3   | Hadjer-Lamis      | Massakory    | Dababa, Dagana, Haraze Al Biar                  | 30 000  | 14 |
| 4   | Wadi Fira         | Biltine      | Biltine, Dar Tama, Kobé                         | 46 850  | 11 |
| 5   | Barh El Gazel     | Moussoro     | Barh El Gazel Nord, Barh El Gazel Sud           | 50 860  | 10 |
| 6   | Borkou            | Faya-Largeau | Borkou, Borkou Yala                             | 241 000 | 01 |
| 7   | Ennedi Este       | Amdjarass    | Amdjarass, Wadi Hawar                           | 85 491  | 03 |
| 23  | Ennedi Oeste      | Fada         | Fada, Mourtcha                                  | 127 538 | 23 |
| 8   | Guéra             | Mongo        | Barh Signaka, Guéra                             | 58 950  | 09 |
| 9   | Kanem             | Mao          | Kanem, Nord Kanem, Wadi Bissam                  | 114 520 | 04 |
| 10  | Lac               | Bol          | Mamdi, Wayi                                     | 22 320  | 16 |
| 11  | Logone Occidental | Moundou      | Dodjé, Lac Wey, Ngourkosso                      | 8695    | 21 |
| 12  | Logone Oriental   | Doba         | La Nya Pendé, La Pendé, Monts de Lam, Lanya     | 28 035  | 15 |
| 13  | Mandoul           | Koumra       | Barh Sara, Mandoul Occidental, Mandoul Oriental | 17 517  | 19 |
| 14  | Mayo-Kebbi Este   | Bongor       | Mayo-Boneye, Kabbia, Mont d'Illi, Mayo Lemie    | 18 186  | 17 |
| 15  | Mayo-Kebbi Oeste  | Pala         | Lac Léré, Mayo-Dallah                           | 14 000  | 20 |
| 16  | Moyen-Chari       | Sarh         | Barh Köh, Grande Sido, Lac Iro                  | 41 460  | 12 |
| 17  | Ouaddaï           | Abéché       | Assoungha, Djourf Al Ahmar, Ouara               | 76 240  | 07 |
| 18  | Salamat           | Am Timan     | Aboudeïa, Barh Azoum, Haraze Mangueigne         | 63 000  | 08 |
| 19  | Sila              | Bardai       | Djourouf Al Ahmar, Kimiti                       | 37 000  | 13 |
| 20  | Tandjilé          | Laï          | Tandjilé Este, Tandjilé Oeste                   | 18 045  | 18 |
| 21  | Tibesti           | Goz Beïda    | Tibesti Est, Tibesti Ouest                      | 220 237 | 02 |
| 22  | Yamena            | Yamena       | 10 arrondissements                              | 100     | 22 |

## Regiones (2002-2008)
| N.º | Región                | Capital      | Departamentos                                   |
| --- | --------------------- | ------------ | ----------------------------------------------- |
| 1   | Batha                 | Ati          | Batha Este, Batha Oeste, Fitri                  |
| 2   | Borkou-Ennedi-Tibesti | Faya-Largeau | Borkou, Ennedi Este, Ennedi Oeste, Tibesti      |
| 3   | Chari-Baguirmi        | Massenya     | Baguirmi, Chari, Loug Chari                     |
| 4   | Guéra                 | Mongo        | Barh Signaka, Guéra                             |
| 5   | Hadjer-Lamis          | Massakory    | Dababa, Dagana, Haraze Al Biar                  |
| 6   | Kanem                 | Mao          | Barh El Gazel, Kanem                            |
| 7   | Lac                   | Bol          | Mamdi, Wayi                                     |
| 8   | Logone Occidental     | Moundou      | Dodjé, Lac Wey, Ngourkosso                      |
| 9   | Logone Oriental       | Doba         | La Nya Pendé, La Pendé, Monts de Lam, La Nya    |
| 10  | Mandoul               | Koumra       | Barh Sara, Mandoul Occidental, Mandoul Oriental |
| 11  | Mayo-Kebbi Este       | Bongor       | Mayo-Boneye, Kabbia, Mont d'Illi, Mayo Lemie    |
| 12  | Mayo-Kebbi Oeste      | Pala         | Lac Léré, Mayo-Dallah                           |
| 13  | Moyen-Chari           | Sarh         | Barh Köh, Grande Sido, Lac Iro                  |
| 14  | Ouaddaï               | Abéché       | Assoungha, Djourf Al Ahmar, Ouara, Sila         |
| 15  | Salamat               | Am Timan     | Aboudeïa, Barh Azoum, Haraze Mangueigne         |
| 16  | Tandjilé              | Laï          | Tandjilé Este, Tandjilé Oeste                   |
| 17  | Wadi Fira             | Biltine      | Biltine, Dar Tama, Kobé                         |
| 18  | Yamena (capital)      | Yamena       | 10 arrondissements                              |